# لین ویلیامز (ملوان)
لین ویلیامز (انگلیسی: Lynn Williams؛ زادهٔ june ۲۹, ۱۹۳۹ (۸۵ سال)) ورزشکار اهل ایالات متحده آمریکا است.
وی در مسابقات کشوری و بین‌المللی در مجموع برندهٔ ۱ مدال نقره شده‌است.